# Джон Варнок
Джон Едвард Варнок (англ. John Edward Warnock, 6 жовтня 1940, Солт-Лейк-Сіті — 19 серпня 2023) — американський вчений в галузі комп'ютерних наук та бізнесмен, найбільш відомий як співзасновник компанії Adobe Systems, разом з Чарльзом Ґещке.

## Біографія
Варнок народився та виріс в Солт-Лейк-Сіті, штат Юта. Закінчив Olympus High School 1958 року. В Університеті Юти здобув освітні ступені бакалавра математики та філософії та магістра математики, а також науковий ступінь доктора філософії в області комп'ютерних наук. В даний час він живе в районі затоки Сан-Франциско, одружений і має трьох дітей.
Першою публікацією та темою дипломної роботи Варнока 1964 року стало доведення теореми, що вирішує радикал Джекобсона для матриць зі скінченними рядками, поставлений американським математиком Натаном Джекобсоном у 1956 році.
1969 року, у своїй докторській дисертації Варнок описав алгоритм видалення невидимих поверхонь в комп'ютерній графіці, названий алгоритмом Варнока, що вирішував проблему рендерингу складних зображень.

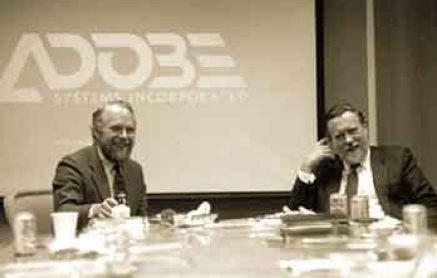
Джон Варнок та Чарльз Ґещке під час заснування Adobe Systems, 1982

1976 року, під час роботи в компанії Evans & Sutherland, що займається комп'ютерною графікою у Джона Варнока з'явилася ідея створення мови програмування PostScript.
Ще до спільного з Ґещке та Путманом заснування Adobe, Варнок з 1978 року працював разом з Ґещке в Xerox's Palo Alto Research Center (Xerox PARC).
Проте, через розбіжність поглядів, щодо подальшого розвитку технології InterPress, з керівництвом Xerox, він, разом з Ґещке та Путманом, покидають Xerox, щоб в 1982 році заснувати Adobe. У своїй новій компанії вони розробили технологію PostScript, що робила друк тексту та зображень набагато легшим і була революційною в видавничій галузі 1980-их років.
Весною 1991 року Варнок розпочав роботу над системою Camelot, що згодом стала форматом файлу Portable Document Format.
Варнок перебував на посаді Генерального директора компанії Adobe до 2000 року, але до 2017 року залишався Головою її правління. Пізніше він увійшов до Ради директорів Adobe.
Серед хобі Варнока — фотографія, лижний спорт, веброзробка, живопис, пішохідний туризм та зберігання рідкісних наукових книг і предметів побуту індіанців.
Також Джон та його дружина, Марва, надають значну меценатську підтримку розвитку освіти. Так, наприклад, 2003 року вони пожертвували 5.7 мільйонів доларів Університету Юти на будівництво нового корпусу, що отримав назву The John E. and Marva M. Warnock Engineering Building. Його будівництво завершилося у 2007 році і зараз там розміщується Scientific Computing and Imaging Institute та деканат Інженерного коледжу університету Юти.

## Визнання
Джон Варнок отримав значну кількість наукових та технічних нагород, зокрема це премія ACM Software Systems Award від Асоціації обчислювальної техніки в 1989 році, 1995 року Нагорода видатного випускника Університету Юти, а в 1999 він був визнаний членом Асоціації обчислювальної техніки. Також в 2000 році Оптична спільнота Америки нагородила Варнока медаллю Едвіна Герберта Ленда.
З 2002 року Варнок — почесний член музею комп'ютерної історії за досягнення в комерціалізації комп'ютерної верстки та інновації в комп'ютерній графіці та друці.
Бодліанська бібліотека Оксфордського університету у листопаді 2003 року нагородила Варнока Медаллю Бодлі

.
2008 року, Варнок та Ґещке отримали нагороду Computer Entrepreneur Award від Комп'ютерного товариства IEEE.
У вересні 2009 року Варнок та Ґещке були нагороджені Національною медаллю технологій та інновацій, однією з найвищих національних відзнак, що присвоюється науковцям, інженерам та винахідникам за значний внесок у технологічний прогрес.